# James McArthur
James McArthur (Glasgow, 7 oktober 1987) is een Schotse voetballer die doorgaans als middenvelder speelt. Hij tekende in september 2014 een contract bij Crystal Palace, dat circa €6.900.000,- voor hem betaalde aan Wigan Athletic. McArthur debuteerde in 2010 in het Schots voetbalelftal.

## Clubcarrière
McArthur kwam in 2003 in de jeugdopleiding van Hamilton Academical terecht en in 2005 maakte hij zijn debuut voor het eerste elftal tegen Ross County. Hij was een onbetwiste basisspeler het daaropvolgende seizoen en scoorde zijn eerste goal in april 2006 tegen St. Johnstone. McArthur maakte snel progressie en dat werd beloond met de aanvoerdersband in een bekerwedstrijd tegen Aberdeen in februari 2008. Hij werd ook genomineerd voor beste speler van de Scottish First Division in het seizoen 2007/08, waarin hij met Hamilton kampioen werd. De club promoveerde naar de Premier League en McArthur verlengde zijn contract met drie seizoenen.
Begin april 2010 ging McArthur voor een proefperiode naar Wigan Athletic met het oog op een mogelijke transfer. Op 23 juli 2010 bevestigde Wigan dat hij een contract voor vier seizoenen had getekend.
McArthur tekende in september 2014 bij Crystal Palace, dat circa €6.900.000,- voor hem betaalde aan Wigan.

## Interlandcarrière
McArthur speelde sinds 2008 twee wedstrijden in het Schots voetbalelftal onder 21. Op 16 november 2010 maakte hij zijn debuut in de Schotse nationale ploeg in een wedstrijd tegen de Faeröer (3–0 winst). In zijn tweede interland, een vriendschappelijk duel in en tegen Noord-Ierland in februari 2011, maakte McArthur zijn eerste interlanddoelpunt. Vier jaar later maakte hij op 7 september 2015 in een EK-kwalificatiewedstrijd tegen Duitsland zijn tweede doelpunt voor Schotland (2–3 verlies).
| Interlands van James McArthur voor Schotland | Interlands van James McArthur voor Schotland | Interlands van James McArthur voor Schotland | Interlands van James McArthur voor Schotland | Interlands van James McArthur voor Schotland | Interlands van James McArthur voor Schotland |
| №                                            | Datum                                        | Wedstrijd                                    | Uitslag                                      | Competitie                                   | Goals                                        |
| -------------------------------------------- | -------------------------------------------- | -------------------------------------------- | -------------------------------------------- | -------------------------------------------- | -------------------------------------------- |
| 1                                            | 16.11.2010                                   | Schotland – Faeröer                          | 3 – 0                                        | Vriendschappelijk                            |                                              |
| 2                                            | 09.02.2011                                   | Noord-Ierland – Schotland                    | 0 – 3                                        | Vriendschappelijk                            | Goal                                         |
| 3                                            | 27.03.2011                                   | Brazilië – Schotland                         | 2 – 0                                        | Vriendschappelijk                            |                                              |
| 4                                            | 25.05.2011                                   | Schotland – Wales                            | 3 – 1                                        | Vriendschappelijk                            |                                              |
| 5                                            | 11.11.2011                                   | Cyprus – Schotland                           | 1 – 2                                        | Vriendschappelijk                            |                                              |
| 6                                            | 29.02.2012                                   | Slovenië – Schotland                         | 1 – 1                                        | Vriendschappelijk                            |                                              |
| 7                                            | 26.05.2012                                   | Verenigde Staten – Schotland                 | 5 – 1                                        | Vriendschappelijk                            |                                              |
| 8                                            | 16.10.2012                                   | België – Schotland                           | 2 – 0                                        | WK-kwalificatie                              |                                              |
| 9                                            | 06.02.2013                                   | Schotland – Estland                          | 1 – 0                                        | Vriendschappelijk                            |                                              |
| 10                                           | 22.03.2013                                   | Schotland – Wales                            | 1 – 2                                        | WK-kwalificatie                              |                                              |
| 11                                           | 26.03.2013                                   | Servië – Schotland                           | 2 – 0                                        | WK-kwalificatie                              |                                              |
| 12                                           | 07.06.2013                                   | Kroatië – Schotland                          | 0 – 1                                        | WK-kwalificatie                              |                                              |
| 13                                           | 10.09.2013                                   | Macedonië – Schotland                        | 1 – 2                                        | WK-kwalificatie                              |                                              |
| 14                                           | 15.10.2013                                   | Schotland – Kroatië                          | 2 – 0                                        | WK-kwalificatie                              |                                              |
| 15                                           | 19.11.2013                                   | Noorwegen – Schotland                        | 0 – 1                                        | Vriendschappelijk                            |                                              |
| 16                                           | 07.09.2014                                   | Duitsland – Schotland                        | 2 – 1                                        | EK-kwalificatie                              |                                              |
| 17                                           | 11.10.2014                                   | Schotland – Georgië                          | 1 – 0                                        | EK-kwalificatie                              |                                              |
| 18                                           | 25.03.2015                                   | Schotland – Noord-Ierland                    | 1 – 0                                        | Vriendschappelijk                            |                                              |
| 19                                           | 05.06.2015                                   | Schotland – Qatar                            | 1 – 0                                        | Vriendschappelijk                            |                                              |
| 20                                           | 13.06.2015                                   | Ierland – Schotland                          | 1 – 1                                        | EK-kwalificatie                              |                                              |
| 21                                           | 07.09.2015                                   | Schotland – Duitsland                        | 2 – 3                                        | EK-kwalificatie                              | Goal                                         |
| 22                                           | 08.10.2015                                   | Schotland – Polen                            | 2 – 2                                        | EK-kwalificatie                              |                                              |
| 23                                           | 29.05.2016                                   | Italië – Schotland                           | 1 – 0                                        | Vriendschappelijk                            |                                              |
| 24                                           | 04.06.2016                                   | Frankrijk – Schotland                        | 3 – 0                                        | Vriendschappelijk                            |                                              |
| 25                                           | 08.10.2016                                   | Schotland – Litouwen                         | 1 – 1                                        | WK-kwalificatie                              | Goal                                         |
| 26                                           | 11.10.2016                                   | Slowakije – Schotland                        | 3 – 0                                        | WK-kwalificatie                              |                                              |
| 27                                           | 11.11.2016                                   | Engeland – Schotland                         | 3 – 0                                        | WK-kwalificatie                              |                                              |
| 28                                           | 10.06.2017                                   | Schotland – Engeland                         | 2 – 2                                        | WK-kwalificatie                              |                                              |
| 29                                           | 01.09.2017                                   | Litouwen – Schotland                         | 0 – 3                                        | WK-kwalificatie                              | Goal                                         |
| 30                                           | 04.09.2017                                   | Schotland – Malta                            | 2 – 0                                        | WK-kwalificatie                              |                                              |
| 31                                           | 05.10.2017                                   | Schotland – Slowakije                        | 1 – 0                                        | WK-kwalificatie                              |                                              |
| 32                                           | 08.10.2017                                   | Slovenië – Schotland                         | 2 – 2                                        | WK-kwalificatie                              |                                              |

## Erelijst
| Competitie                       |                     |                     |                     |                     |
| Competitie                       | Aantal              | Jaren               |                     |                     |
| Hamilton Academical              | Hamilton Academical | Hamilton Academical | Hamilton Academical | Hamilton Academical |
| -------------------------------- | ------------------- | ------------------- | ------------------- | ------------------- |
| Kampioen Scottish First Division | 1x                  | 2007/08             |                     |                     |
| Wigan Athletic                   |                     |                     |                     |                     |
| FA Cup                           | 1x                  | 2012/13             |                     |                     |

1 Henderson ·
2 Ward  ·
3 Mitchell ·
4 Holding ·
5 Lacroix ·
6 Guéhi ·
7 Sarr ·
8 Lerma ·
9 Nketiah ·
10 Eze ·
11 França ·
12 Muñoz ·
14 Mateta ·
15 Schlupp ·
16 Andersen ·
17 Clyne ·
18 Kamada ·
19 Hughes ·
20 Wharton ·
26 Richards ·
28 Doucouré ·
30 Turner ·
31 Matthews ·
34 Riad ·
Chalobah ·
Moulden ·
Coach: Glasner
1 McGregor ·
2 Hutton ·
3 Whittaker ·
4 Hanley ·
5 Martin ·
6 Maloney ·
7 Morrison ·
8 McArthur ·
9 Griffiths ·
10 Snodgrass ·
11 Bannan ·
12 Gilks ·
13 Conway ·
14 Naismith ·
15 Webster ·
16 Rhodes ·
17 Mackay-Steven ·
19 Burke ·
20 Armstrong ·
21 Marshall ·
22 Jack ·
23 Watt ·
Coach: Strachan